# Thorictus paganettii
Thorictus paganettii là một loài bọ cánh cứng trong họ Dermestidae. Loài này được Obenberger miêu tả khoa học năm 1917.